# Melanchra aestiva
Melanchra aestiva är en fjärilsart som beskrevs av Rothke. Melanchra aestiva ingår i släktet Melanchra och familjen nattflyn. Inga underarter finns listade i Catalogue of Life.